# براينت جونسون (لاعب كرة قدم أمريكية)
براينت جونسون (بالإنجليزية: Bryant Johnson)‏ هو لاعب كرة قدم أمريكية أمريكي، ولد في 7 مارس 1981 في بالتيمور في الولايات المتحدة.

## وصلات خارجية
- براينت جونسون على موقع مرجع كرة القدم المحترفة.كوم (الإنجليزية)